# Chiesa della Disciplina (Malcesine)
La chiesa dei Santi Benigno e Caro, generalmente nota come chiesa della Disciplina, è una chiesa cattolica situata a Malcesine, in provincia di Verona. È sussidiaria della parrocchiale di Santo Stefano di Malcesine e fa parte della diocesi di Verona.

## Storia

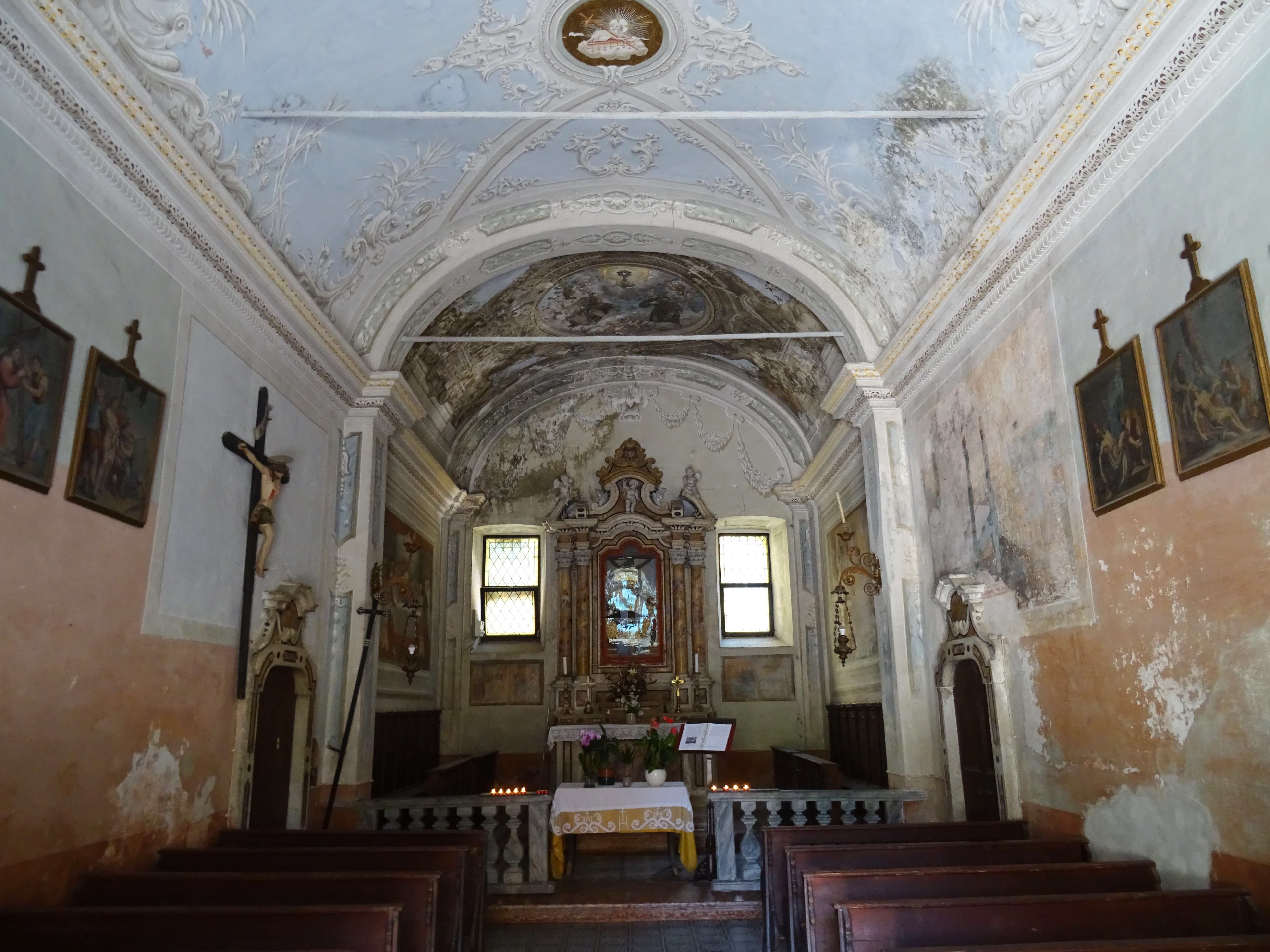
Interno

Le prime citazioni documentali di questa chiesa risalgono a due visite pastorali di Gian Matteo Giberti, rispettivamente del 1530 e del 1532, dalle quali si apprende che era assai frequentata e che era stata costruita col il contributo della famiglia Fioravanti; fu in effetti proprietà di quella famiglia fino almeno al 1645. Fu sede dapprima di una confraternita dei Disciplini, e poi di una del Santissimo Sacramento (detta anche "Compagnia dei Rossi") che la officiò fino agli anni 1970. L'altare, sin dal principio addossato alla parete di fondo, venne a un certo punto spostato al centro del presbiterio; nel 1784 dovette però essere rimesso al posto di prima per lasciare più spazio ai confratelli, che in quel periodo erano ben 140.
Tra il 1965 e il 1975 è stato realizzato l'adeguamento liturgico, semplicemente aggiungendo un tavolo in legno con funzione di altare verso il popolo. Nel 2010 vi è stato un intervento di manutenzione straordinaria delle coperture.

## Descrizione

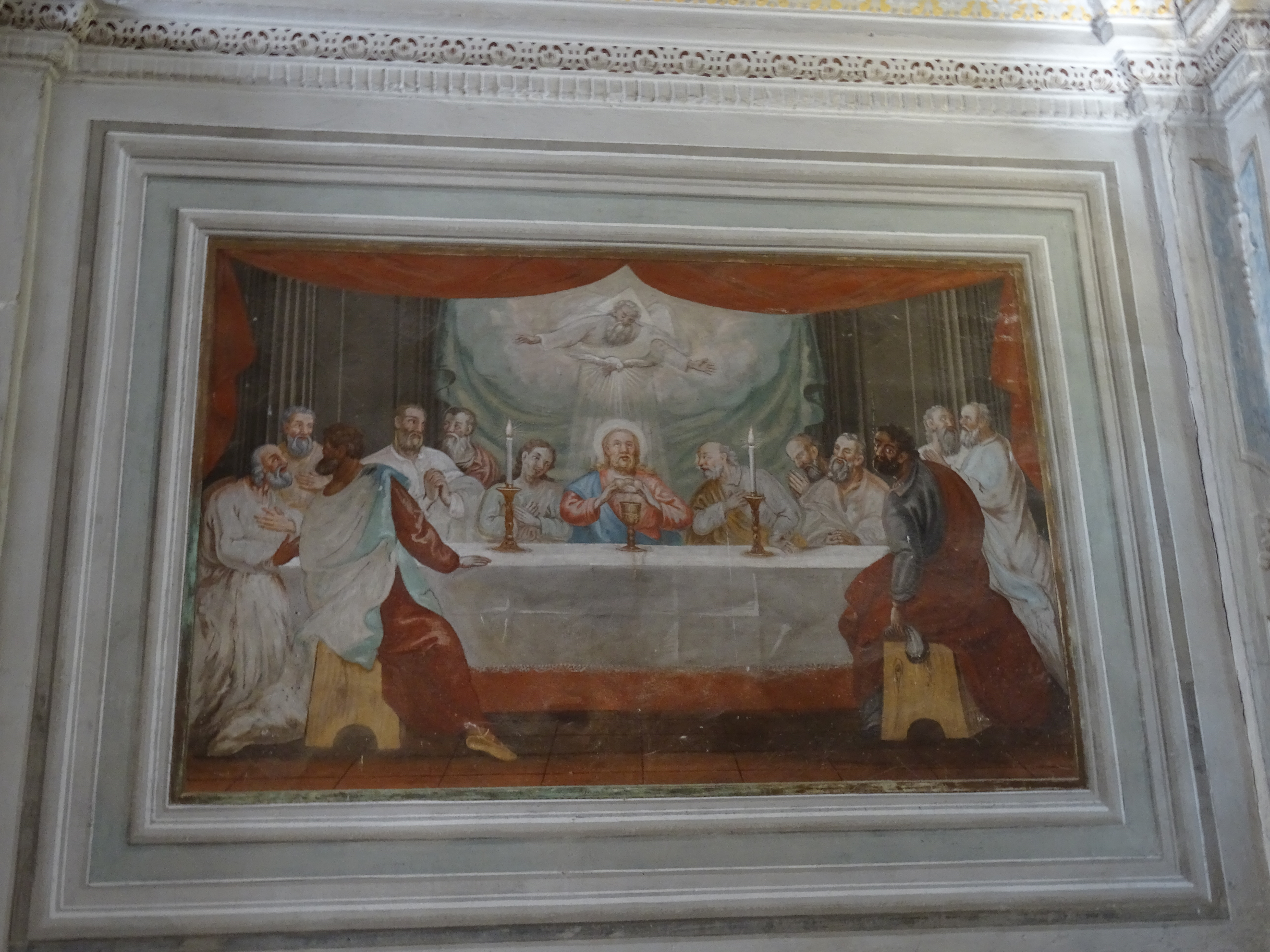
Affresco dell'Ultima Cena

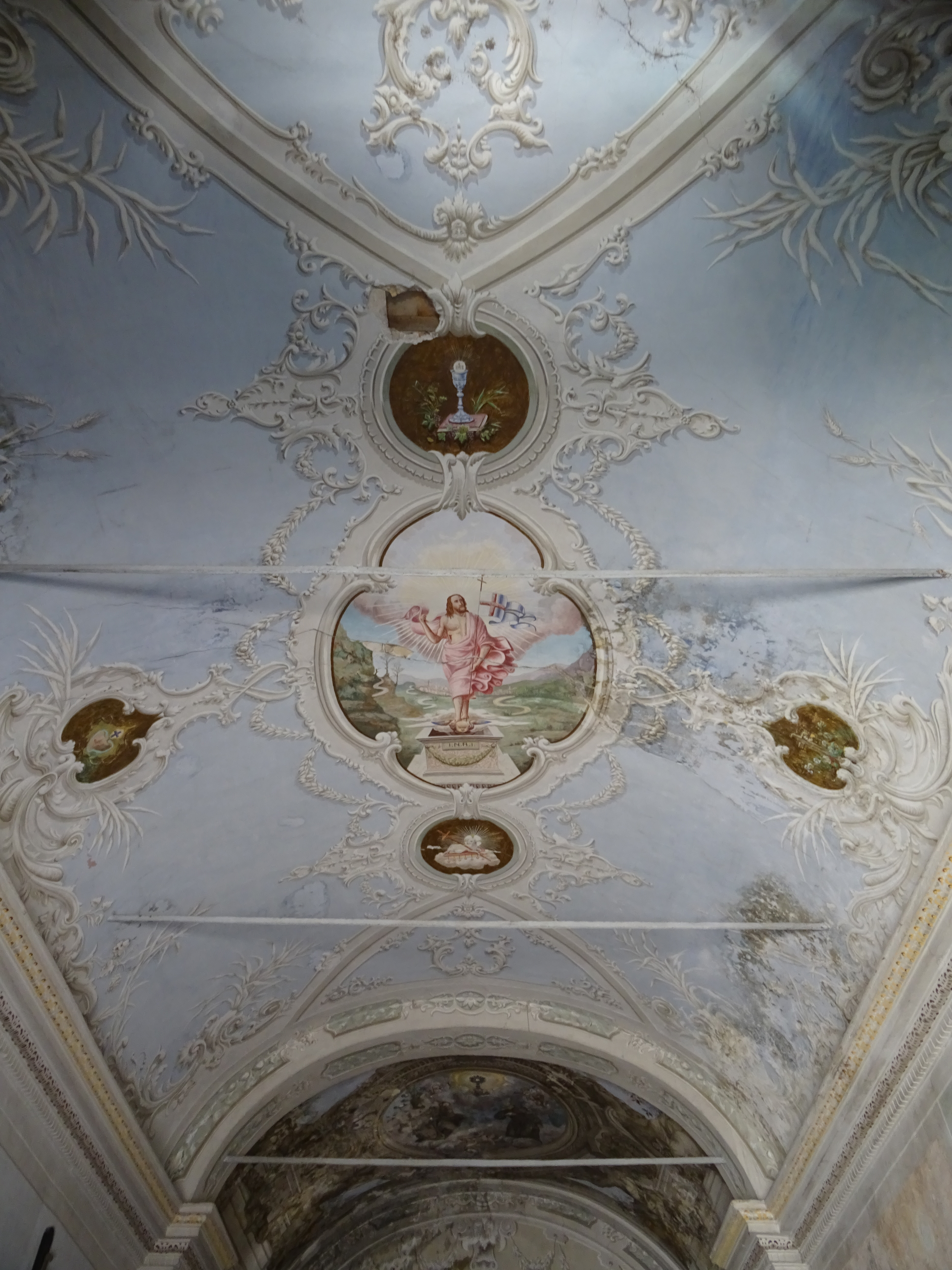
Volta della navata

### Esterno
La chiesa, regolarmente orientata verso est e stretta tra altri fabbricati, si presenta con facciata a capanna, scandita da lesene e terminante con un timpano dalla cornice aggettante, al cui centro campeggia il monogramma IHS. Il portale d'ingresso architravato è rialzato di due gradini, e al centro del prospetto si apre una finestra rettangolare con vetrata raffigurante i due santi titolari, Benigno e Caro; anch'essa è dotata di timpano, al cui centro si trova la scritta CSS ("Confraternita del Santissimo Sacramento"), e ai lati della finestra due nicchie ospitano le statue dei santi a cui è intestata la chiesa.
Il tetto ha struttura in travi di legno e manto in coppi di laterizio; sopra alla falda meridionale si eleva un piccolo campanile, una torretta a pianta quadrata con cella campanaria dalle aperture trilobate, conclusa da quattro pinnacoli e da una cuspide conica.

### Interno
L'interno è ad aula unica, pavimentata con piastrelle di cemento dai motivi policromi; consiste di una sola navata rettangolare, con due portali laterali che danno accesso alla sagrestia (a nord, parzialmente seminterrata e piuttosto umida) e al campanile. Il presbiterio è quadrangolare, rialzato di un gradino e chiuso da balaustre. Entrambi gli ambienti sono coperti da volte a botte a sesto ribassato, poggianti su una cornice modanata e decorate a tempera, con al centro le immagini di Cristo risorto (in navata) e dei santi Benigno e Caro (in presbiterio), quest'ultima opera settecentesca di Bernardino Casari.
Addossato alla parete di fondo, tra due finestre rettangolari strombate, si trova l'altare barocco, contenente un vecchio crocifisso.
Le pareti della chiesa sono ornate da pitture murali dell'artista locale Giuseppe Martini. Sui lati del presbiterio sono raffigurati la Trasfigurazione di Cristo e l'Ultima Cena, mentre un'immagine assai degradata sulla parete destra della navata raffigurava la miracolosa guarigione del cieco Bartolomeo Fioravante operata dai due titolari; la medesima scena si ritrova anche sotto la finestra destra del presbiterio, mentre sotto a quella sinistra vi sono Benigno e Caro che appendono i loro mantelli ad asciugare su un raggio di sole alla presenza del vescovo di Verona.